# GROMACS
GROMACS (GROningen MAchine for Chemical Simulations) est un logiciel de simulation en dynamique moléculaire développé initialement par l'université de Groningue, et à présent maintenu et étendu par différentes organisations, notamment l'université d'Uppsala, l'université de Stockholm et l'Institut Max-Planck de recherche sur les polymères.
Il est utilisé notamment par le projet Folding@home.